# Балка Широка (притока Сухої Сури (Тритузна))
Балка Широка — балка (річка) в Україні у Солонянському районі Дніпропетровської області. Ліва притока річки Сухої Сури (басейн Дніпра).

## Опис
Довжина балки приблизно 8,86 км, найкоротша відстань між витоком і гирлом — 7,39 км, коефіцієнт звивистості річки — 1,20. Формується декількома струмками та загатами. На деяких ділянках балка пересихає.

## Розташування
Бере початок на південно-східній стороні від села Малозахарине. Тече переважно на північний захід через село Широке і впадає в річку Суху Суру, праву притоку річки Тритузни.

## Цікаві факти
- У XX столітті на балці існували скотний двір, газгольдер та газові свердловини[2], а у XIX столітті — багато вітряних млинів[1].